# Fria högern
Fria högern var en politisk gruppering som uppträdde vid de kommunala valen i Stockholm 1931.
Grupperingen hade viss förankring inom Stockholmsavdelningen av Sveriges Nationella Ungdomsförbund (SNU). Oppositionella kretsar beslöt mot Stockholmshögerns ledning att lansera egna kandidater och offentliggjorde ett upprop.
Ledningen betraktade principerna för den fria högern som oförenliga med partiet och förbjöd oppositionen att framföra kandidater under beteckningen "högern". Fria högern tog inga mandat. I samband med att fria högern framträdde lämnade Arne Forssell ordförandeposten i SNU. Händelsen bidrog till spänningen mellan SNU och högern.